# Push (Gruntruck)
| Recensione      | Giudizio |
| --------------- | -------- |
| All Music Guide |          |
| Kerrang!        |          |

Push è il secondo album del gruppo musicale grunge dei Gruntruck, pubblicato nel 1992.

## Tracce
1. Tribe – 4:21
2. Machine Action – 5:40
3. Racked – 4:11
4. Crazy Love – 4:54
5. Above Me – 4:59
6. Gotta Believe – 4:02
7. Break – 4:42
8. Slow Scorch – 5:00
9. Follow – 4:39
10. Body Farm – 3:09
11. Lose – 5:00
12. Push – 3:11

## Formazione
- Ben McMillan - voce, chitarra ritmica
- Tom Niemeyer - chitarra solista
- Tim Paul - basso
- Scott McCullum - batteria